# Алісія Вікандер
Алісія Аманда Вікандер (швед. Alicia Amanda Vikander; нар. 3 жовтня 1988, Гетеборг) — шведська акторка кіно, театру та озвучення, танцюристка і продюсерка шведського, фінського та єврейського походження.

## Життєпис
Донька театральної акторки Марії Вікандер. Знімалась на телебаченні (з 2001), виступала в мюзиклах на сцені Гетеборзької опери, навчалася в Королівській балетній школі Швеції (2004—2007). У 2007 році дебютувала в кіно. Виконала роль королеви Кароліни у фільмі «Королівський роман» та Кіті в новій екранізації роману Анна Кареніна (2012). Володарка премій «SAG Awards» і «Оскара» за роль художниці Герди Вегенер в біографічній драмі «Дівчина з Данії».
В січні 2016 року Алісія Вікандер уперше з'явилася на обкладинці британського популярного модного журналу «Воґ» (Vogue), наступний номер журналу з нею вийшов у серпні. Також Алісія Вікандер співпрацює з компанією «Луї Віттон» (Louis Vuitton).
До 2015 року Вікандер проживала в Північному Лондоні. Наприкінці 2014 року почала зустрічатися з актором Майклом Фассбендером, з яким працювала у фільмі «Світло між двох океанів» (2016). Одружилася 14 жовтня 2017 року на острові Ібіса, Іспанія.

## Фільмографія
| Рік       |   | Українська назва                 | Оригінальна назва                   | Роль                                       |
| --------- | - | -------------------------------- | ----------------------------------- | ------------------------------------------ |
| 2002      | ф | Min balsamerade mor              | Min balsamerade mor                 | Ебба                                       |
| 2005      | ф | En decemberdröm                  | En decemberdröm                     | Тоні                                       |
| 2007      | ф | Дощ                              | The Rain                            | танцюристка                                |
| 2007      | ф | Темрява істини                   | Darkness of Truth                   | Сандра Свенссон                            |
| 2007—2008 | с |                                  | Andra Avenyn                        | Жоссан (39 епізодів)                       |
| 2008      | с |                                  | Höök                                | Катаріна (2 епізоди)                       |
| 2008      | ф | Моє ім'я-Кохання                 | Love                                | Фредріка                                   |
| 2009      | ф | Бажання Сьюзен                   | Susans längtan                      | дівчина в квартирі                         |
| 2010      | ф | До чогось прекрасного            | Till det som är vackert             | Катаріна                                   |
| 2011      | ф | Королівські коштовності          | Kronjuvelerna                       | Фрагансія Фернандес                        |
| 2012      | ф | Королівський роман               | En kongelig affære                  | Кароліна Матильда                          |
| 2012      | ф | Анна Кареніна                    | Anna Karenina                       | Кітті                                      |
| 2013      | ф | Готель                           | Hotell                              | Еріка                                      |
| 2013      | ф | П'ята влада                      | The Fifth Estate                    | Анке Домшайт-Берґ                          |
| 2014      | ф |                                  | Son of a Gun                        | Таша                                       |
| 2014      | ф | Сьомий син                       | Seventh Son                         | Еліс Дін                                   |
| 2014      | ф | Ex Machina                       | Ex Machina                          | Ейва                                       |
| 2014      | ф | Спогади про майбутнє             | Testament of Youth                  | Вера Бріттен                               |
| 2015      | ф | Агенти А.Н.К.Л.                  | The Man from U.N.C.L.E.             | Ґабі Теллер                                |
| 2015      | ф | Шеф Адам Джонс                   | Burnt                               | Анна Марі                                  |
| 2015      | ф | Дівчина з Данії                  | The Danish Girl                     | Герда Вегенер                              |
| 2016      | ф | Світло між двох океанів          | The Light Between Oceans            | Ізабель Шербурн                            |
| 2016      | ф | Джейсон Борн                     | Jason Bourne                        | Гізер Лі                                   |
| 2017      | ф | Тюльпанова лихоманка             | Tulip Fever                         | Софія                                      |
| 2017      | ф | Занурення                        | Submergence                         | Даніелла Флайндерс                         |
| 2017      | ф | Ейфорія                          | Euphoria                            | Інес                                       |
| 2018      | ф | Розкрадачка гробниць: Лара Крофт | Tomb Raider                         | Лара Крофт                                 |
| 2019      | с | Темний кристал: Доба опору       | The Dark Crystal: Age of Resistance | Міра (Епізод: "End. Begin. All the Same.") |
| 2019      | ф |                                  | The Earthquake Bird                 | Lucy Fly                                   |
| 2020      | ф |                                  | The Glorias                         | Глорія Стайнем                             |
| 2021      | ф |                                  | Blue Bayou                          | Кеті Леблан                                |
| 2021      | ф | Легенда про Зеленого лицаря      | The Green Knight                    | Леді / Ессель                              |
| 2021      | ф |                                  | Beckett                             | Ейпріл                                     |
| 2022      | с |                                  | Irma Vep                            | Міра Гарберг / Мюзидора (8 епізодів)       |
| 2023      | ф |                                  | Firebrand                           | Катерина Парр                              |